# Skylaks z Kariandy
Skylaks z Kariandy (gr. Σκύλαξ ο Καρυανδεύς) – grecki podróżnik i żeglarz pochodzący z Karii, żyjący w VI w. p.n.e.
Około roku 515 p.n.e. król perski Dariusz I wysłał Skylaksa do Indii w celu zbadania biegu rzeki Indus. Wyprawa rozpoczęła się w Gandharze, najprawdopodobniej gdzieś w dolinie rzeki Kabul. Płynąc rzeką Indus, na wschód, Skylaks i jego towarzysze dotarli do Oceanu Indyjskiego, a potem aż do Morza Czerwonego. Wyprawa trwała trzydzieści miesięcy i poprzedzała atak Dariusza na Indie. Jej przebieg Skylaks opisał w Periplus tes thalasses tes ojkumenes Europes kaj Asias kaj Libyes (Opłynięcie morza dookoła Europy, Azji i Libii).
Skylaksowi przypisuje się również przepłynięcie Morza Śródziemnego i Czarnego od cieśniny Gibraltarskiej do Ceuty i Tangeru. Spisana przez niego relacja z tej podróży (periplus, dosł. „opłynięcie”) jest najstarszym zachowanym greckim przewodnikiem żeglarskim. Wymienia w nim kolejno nazwy najważniejszych krain, miast, rzek, gór, zatok, cieśnin, wysp, podaje odległości między nimi a także opisuje zamieszkujące te krainy ludy.
Bożena Gierek uważa, że Periplus, napisany ok. 600 r. p.n.e., zaginął, a znamy jedynie jego fragmenty cytowane w pracach Awienusa, Herodota i Strabona.
Obok pracy Herodota jest to podstawowe źródło o najstarszym podziale plemiennym Italii, Bałkanów, Anatolii, wybrzeży Morza Czarnego i północnej Afryki. Na szczególną uwagę zasługuje w nim najstarszy opis Kartaginy. 
Skylaksa wspomina też Strabon.